# 陈涛 (1919年)
陈涛（1919年8月31日—2008年5月12日）原名王桐，又名陈唤章，化名陈香元，北京人，中华人民共和国政治人物。
陈涛出生于北京北郊的西三旗，父亲王观卿在秦皇岛柳江煤矿工作。陈涛1931年从秦皇岛小学毕业后考入天津南开中学。1937年七七事变爆发后，陈涛加入晋绥军参与抗日斗争。太原沦陷后，陈涛南撤到临汾，加入八路军学兵队，毕业后参与游击队工作。1940年6月，陈涛在一次战斗中被当地土匪俘虏，不久土匪投降日军，陈涛也随着土匪加入了伪军。之后按照中国共产党地下组织的安排，陈涛在伪军中潜伏下来，从事情报搜集工作。1943年陈涛加入中国共产党，担任太岳军区临汾情报站站长。陈涛在工作中逐步获得日军的信任，为共产党军队送出了很多关键情报，特别是在著名的韩略村战斗起了关键作用。中华人民共和国成立后，陈涛在湖北省地方工作，1982年以副处级干部身份离休。2008年5月12日在北京去世。